# 1961年の国鉄スワローズ
1961年の国鉄スワローズ（1961ねんのこくてつスワローズ）では、1961年の国鉄スワローズの動向をまとめる。
この年の国鉄スワローズは、砂押邦信監督の1年目のシーズンである。

## 概要
宇野光雄前監督に代わって、立教大学で長嶋茂雄や大沢啓二などを育てた砂押邦信がこの年から監督に就任。砂押新監督はBクラス体質のチームを変えるべく、巨人で4度の優勝に貢献した土屋正孝を土居章助との交換トレードで獲得し、大洋に移籍した箱田淳の後釜に据えた。また自身がかつて監督を務めた日鉱日立の選手を入団させて戦力を一新。砂押監督1年目のチームは開幕から巨人・中日と閉幕まで首位を争い、最後は力尽きて3位に終わったが球団初のAクラス入りを果たした。
投手陣は金田正一、村田元一、北川芳男、森滝義巳、巽一らがローテーションを最後まで守り、この5人でチームの全勝利数である67勝を挙げた。防御率は2.29と巨人をしのいで1位になるなど、投手陣の好調と名手・土屋の獲得による守備陣の充実がAクラス入りの要因だった。
主力打者だった箱田が抜けた打撃陣は、徳武定祐や杉本公孝などが加入し、徳武が一年目から四番打者に定着するなど再編が進んだが、飯田徳治、佐藤孝夫、町田行彦らベテラン勢の衰えもあり、チーム本塁打は58本でリーグ最下位となった。この貧打傾向は翌年の1962年も続き、チーム打率は.201まで低下した。
ベストナインは巨人から移籍の土屋が受賞した。対戦成績は優勝の巨人に11勝13敗2分で健闘したが、中日には相性が悪く10勝16敗と負け越した。

## チーム成績

### レギュラーシーズン
| 1 | 中 | 佐藤孝夫 |
| 2 | 遊 | 杉本公孝 |
| 3 | 一 | 飯田徳治 |
| 4 | 二 | 土屋正孝 |
| 5 | 左 | 鈴木秀幸 |
| 6 | 右 | 小西秀朗 |
| 7 | 三 | 徳武定之 |
| 8 | 捕 | 根来広光 |
| 9 | 投 | 北川芳男 |

| 順位 | 4月終了時 | 4月終了時 | 5月終了時 | 5月終了時 | 6月終了時 | 6月終了時 | 7月終了時 | 7月終了時 | 8月終了時 | 8月終了時 | 9月終了時 | 9月終了時 | 最終成績 | 最終成績 |
| ---- | --------- | --------- | --------- | --------- | --------- | --------- | --------- | --------- | --------- | --------- | --------- | --------- | -------- | -------- |
| 1位  | 中日      | ---       | 中日      | ---       | 国鉄      | ---       | 巨人      | ---       | 中日      | ---       | 巨人      | ---       | 巨人     | ---      |
| 2位  | 国鉄      | ---       | 国鉄      | 0.0       | 巨人      | 1.5       | 国鉄      | 4.5       | 巨人      | 1.0       | 中日      | 3.5       | 中日     | 1.0      |
| 3位  | 巨人      | 2.0       | 巨人      | 0.5       | 中日      | 2.5       | 中日      | 5.5       | 国鉄      | 2.5       | 国鉄      | 6.5       | 国鉄     | 5.5      |
| 4位  | 広島      | 2.5       | 広島      | 6.5       | 広島      | 10.0      | 広島      | 15.5      | 広島      | 14.0      | 阪神      | 16.5      | 阪神     | 12.5     |
| 5位  | 阪神      | 4.5       | 大洋      | 8.5       | 阪神      | 12.0      | 大洋      | 18.0      | 阪神      | 15.0      | 広島      | 16.5      | 広島     | 13.5     |
| 6位  | 大洋      | 6.0       | 阪神      | 8.5       | 大洋      | 13.0      | 阪神      | 19.5      | 大洋      | 18.5      | 大洋      | 23.0      | 大洋     | 21.5     |

| 順位 | 球団             | 勝 | 敗 | 分 | 勝率 | 差   |
| 1位  | 読売ジャイアンツ | 71 | 53 | 6  | .573 | 優勝 |
| 2位  | 中日ドラゴンズ   | 72 | 56 | 2  | .563 | 1.0  |
| 3位  | 国鉄スワローズ   | 67 | 60 | 3  | .528 | 5.5  |
| 4位  | 阪神タイガース   | 60 | 67 | 3  | .472 | 12.5 |
| 5位  | 広島カープ       | 58 | 67 | 5  | .464 | 13.5 |
| 6位  | 大洋ホエールズ   | 50 | 75 | 5  | .400 | 21.5 |

## オールスターゲーム1961
| コーチ     | 砂押邦信 |          |          |          |
| ファン投票 | 金田正一 | 土屋正孝 |          |          |
| 監督推薦   | 北川芳男 | 森滝義巳 | 根来広光 | 町田行彦 |

## 表彰選手
| リーグ・リーダー |
| ---------------- |
| 受賞者なし       |

| ベストナイン | ベストナイン | ベストナイン |
| 選手名       | ポジション   | 回数         |
| ------------ | ------------ | ------------ |
| 土屋正孝     | 二塁手       | 2年ぶり2度目 |